# Актюбинская медная компания
«Актюбинская медная компания» (АМК) — казахстанская горнодобывающая компания, которая специализируется на добыче и производстве меди в медном концентрате и цинка в цинковом концентрате. Принадлежит «Русской медной компании» (РМК). Производственные объекты расположены в Хромтауском районе Актюбинской области Республики Казахстан.

## История
«Актюбинская медная компания» была основана в 2004 году как казахстанский филиал «Русской медной компании». В 2004-2017 годах РМК вложила в АМК 900 млн долларов.
В 2008 году, по результатам проверки, в отношении Актюбинской медной компания было возбуждено уголовное дело по ст. 214 ч. 1 Уголовного кодекса Республики Казахстан, приняты меры по взысканию задолженности и пени. В доход государства по итогам операции поступило более 144 млн казахских тенге.

## Описание
АМК принадлежат права на разработку следующих месторождений:
- Медно-колчеданное месторождение 50 лет Октября: 36,6 млн тонн руды для открытой и 8 млн тонн для подземной отработки; открыто в 1964 году, разведано в 1965-1970 годах, разработка «Актюбинской медной компанией» началась в 2005 году[3].
- Приорское медно-цинковое месторождение: 38,7 млн тонн руды; открыто в 1967 году, разведано в 1967-1972 годах, карьер начал строиться в 2007 году[3], разработка началась в 2011 году[5].
- Весенне-Аралчинское медно-колчеданное месторождение (на границе с Россией): 8,1 млн тонн руды в казахстанской части; открыто на рубеже 1960-1970-х годов[3], по состоянию на 2019 год планировался запуск добычи[6].

Также АМК принадлежат обогатительная фабрика в Хромтау, на месторождении 50 лет Октября: первая очередь открыта в 2006 году, вторая - в 2016 году, мощность обеих - по 2.5 млн тонн руды в год, до 60 тысяч тонн меди и до 45 тысяч тонн цинка в концентратах в год.
Продукция АМК поставляется в Китай и предприятия РМК в Челябинской области.
По состоянию на 2020 год штат компании насчитывает около 1600 сотрудников. По состоянию на 2017 год компания платит около 1 миллиона долларов налогов в бюджет Актюбинской области, за 2012-2017 годы налоговые выплаты в разные бюджеты составили 58 млрд тенге.
В 2011-2015 годах входила в список «100 крупнейших компаний Казахстана» по версии рейтингового агентства «Эксперт».